# Komba (Demokratische Republik Kongo)
Komba ist ein Ort in der  Provinz Bas-Uele der Demokratischen Republik Kongo. Der Ort war ein Knotenpunkt der stillgelegten Vicicongo-Eisenbahnlinie.

## Lage
Komba liegt im Territorium Aketi an der Route Nationale RN6 zwischen Aketi im Westen und Dulia im Osten. Von dort führt die Nationale Schnellstraße RN4 nach Norden nach Likati. Komba liegt auf einer Höhe von rund 400 Metern.

## Ehemalige Eisenbahn
Der 30 Kilometer lange Abschnitt der Vicicongo-Linie von Aketi, erbaut von der Société des Chemins de Fer Vicinaux du Congo, erreichte Komba im Juli 1926. Der 57 Kilometer lange Abschnitt von Komba nach Likati wurde am 1. Januar 1927 eröffnet. Der 101 Kilometer lange Abschnitt von Komba nach Buta wurde am 1. Juli 1931 eröffnet.